# (5001) EMP
(5001) EMP (рус. ЭМП) — типичный астероид главного пояса, открыт 19 сентября 1987 года американским астрономом Эдвардом Боуэллом на станции Андерсон-Меса и 21 ноября 1991 года назван в честь ежегодника «Эфемериды малых планет».

## Обнаружение и именование
(5001) EMP
Открыт 19 сентября 1987 года в Флагстаффе Э. Боуэллом.
Назван Комитетом по названиям малых планет в честь «Эфемериды малых планет» или «Ephemerides of Minor Planets» — ежегодной публикации эфемерид пронумерованных малых планет и обновлений элементов орбит этих тел на текущую эпоху. Каждый год в EMP также включается множество новых усовершенствований орбиты. Под эгидой Комиссии МАС 20, EMP, преемник старых томов «Kleine Planeten», издаётся с 1948 года отделом малых планет и комет Института теоретической астрономии в Санкт-Петербурге (бывший Ленинград).
Оригинальный текст (англ.)5001 EMP
Discovered 1987-09-19 by Bowell, E. at Flagstaff.
Named by the Minor Planet Names Committee for the «Ehfemeridy Malykh Planet» or «Ephemerides of Minor Planets», the annual publication of ephemerides of the numbered minor planets and updates of the orbital elements of these bodies to a current epoch. Many new orbit improvements are also included in the EMP each year. Under the auspices of the IAU Commission 20, the EMP, successor to the old «Kleine Planeten» volumes, has been published since 1948 by the Minor Planets and Comets department of the Institute of Theoretical Astronomy in St. Petersburg (formerly Leningrad).
The EMP is also now available in a computer-diskette edition.
Источники: DISCOVERY.DB; M.P.C. 19342.

## Орбита

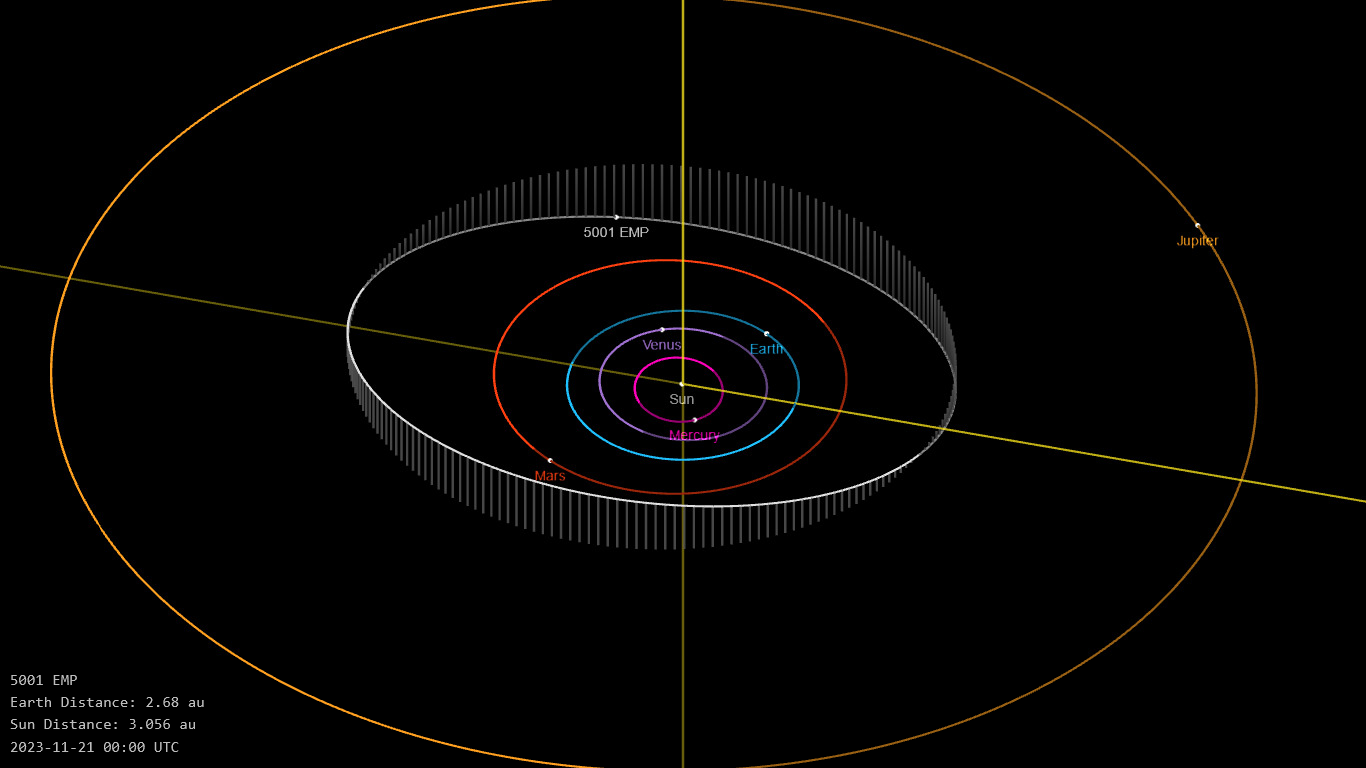
Орбита астероида EMP и его положение в Солнечной системе

## Физические характеристики
Астероид относится к таксономическому классу S.
По результатам наблюдений в видимом и ближнем инфракрасном диапазоне космического телескопа NEOWISE диаметр астероида сначала оценивался равным 10,828±0,095 км, позже — 9,724±0,049 км. Согласно тем же источникам альбедо оценивается как 0,1149±0,0182 и 0,149±0,023.